# Çun Lajçi
Çun Ded Lajçi (ur. 18 grudnia 1946 we wsi Drelaj k. Peje) – albański aktor teatralny i filmowy z Kosowa. 

## Kariera artystyczna
Po ukończeniu szkoły średniej w Prizrenie podjął studia aktorskie w Prisztinie. Po ukończeniu studiów w 1970 podjął pracę w Teatrze Regionalnym Kosowa w Prisztinie, gdzie zagrał ponad 50 ról. W 1972 został wyróżniony nagrodą dla najlepszego aktora Serbii na festiwalu teatralnym im. Joachima Vujicia za rolę Hamleta.
Na dużym ekranie wystąpił po raz pierwszy w 1972, grając drugoplanową rolę w filmie fabularnym Si të vdiset, zrealizowanym przez Telewizję Prisztina (Radio Televizioni i Prishtinēs). Po 1995 zagrał jeszcze w 6 filmach fabularnych realizowanych na terenie Albanii. W 2013 opublikował tomik poezji 'Zjarr i pashuar".
Odznaczony Orderem Naima Frasheriego.

## Role filmowe
- 1972: Si të vdiset
- 1980: E tërë jeta për një ditë
- 1996: Kolonel Bunker jako eminencja
- 2006: Anatema jako Dani
- 2007: Koha e kometeve jako Kus Babaj
- 2009: Der Albaner jako ojciec
- 2012: Agnus Dei jako Vuk
- 2012: Code of live jako Crni
- 2011: Przebaczenie krwi jako Ded
- 2013: Hero jako grabarz
- 2015: Enklawa jako dziadek Bashkima
- 2018: Godina majmuna jako Hashim
- 2019: Zana jako ojciec Lumy
- 2019: Helvetica jako Sami
- 2021: Rrushe jako Zekë Jaha